# Erwin Fassbind
Erwin Fassbind (20 de julio de 1957) es un deportista suizo que compitió en bobsleigh en la modalidad cuádruple.
Ganó dos medallas de oro en el Campeonato Mundial de Bobsleigh, en los años 1986 y 1987, y una medalla de oro en el Campeonato Europeo de Bobsleigh de 1986.

## Palmarés internacional
| Campeonato Mundial | Campeonato Mundial   | Campeonato Mundial | Campeonato Mundial |
| Año                | Lugar                | Medalla            | Prueba             |
| ------------------ | -------------------- | ------------------ | ------------------ |
| 1986               | Königssee (RFA)      | Medalla de oro     | Cuádruple          |
| 1987               | Sankt Moritz (Suiza) | Medalla de oro     | Cuádruple          |
| Campeonato Europeo |                      |                    |                    |
| Año                | Lugar                | Medalla            | Prueba             |
| 1986               | Igls (Austria)       | Medalla de oro     | Cuádruple          |